# فكتور بتروف
فكتور بتروف (بالإنجليزية: Viktor Petrov)‏ (و. 1940 – 2007 م) هو ممثل، من الاتحاد السوفيتي، توفي في موسكو، عن عمر يناهز 67 عاماً.

## جوائز
حصل على جوائز منها:
- فنان الشرف لجمهورية روسيا السوفيتية الاتحادية الاشتراكية [الإنجليزية]‏.

## وصلات خارجية
- فكتور بتروف على موقع IMDb (الإنجليزية)